# Novohorodețke, Korostîșiv
Novohorodețke (în ucraineană Новогородецьке) este un sat în comuna Horodske din raionul Korostîșiv, regiunea Jîtomîr, Ucraina.

## Demografie
Componența lingvistică a localității Novohorodețke
     Ucraineană (100%)
Conform recensământului din 2001, toată populația localității Novohorodețke era vorbitoare de ucraineană (100%).